# OCR-nummer
OCR-nummer (Optical Character Recognition) fungerar som ett referensnummer. Numret brukar finnas längst ned till vänster på ett svenskt inbetalningskort mellan tecknen # och #. Dessa används vid betalning till plus- och bankgirotkonto. Referensnumret innehåller vanligen uppgift om fakturanummer och/eller kundnummer, och syftar till att betalningsmottagaren ska kunna automatisera registrering och bokföring av inbetalningar. 
Referensnumret var ursprungligen avsett att skannas optiskt av post- och bankpersonalen med hjälp av en bildläsare, tillsammans med uppgift om kontonummer och belopp, samt tolkas av ett OCR-program, dvs ett datorprogram för optisk teckenigenkänning. Det är emellertid allt vanligare med plusgiro- och bankgirobetalningar via internetbank. Betalaren kan då behöva skriva av inbetalningskortets referensnummer manuellt, eller själv skanna det med en handhållen OCR-penna eller med hjälp av exempelvis en mobiltelefon med en applikation för OCR-scanning vilket de flesta bankers appar har inbyggt. 
Vissa företag kritiseras för att ha onödigt långa OCR-nummer som gör det svårt för kunden att skriva rätt. 2002 rekommenderade Postgirot Bank företag att ha så få siffror som möjligt i numret, mellan 5 och 15. Vid betalning via e-faktura eller autogiro behöver kunden inte skriva in OCR-numret.
Om ett inbetalningskort inte innehåller referensnummer får betalningsmottagaren en kopia av inbetalningskortet, och kan då se eventuella skriftliga meddelanden. Vid användande av referensnummer kan inte skriftliga meddelanden ges på inbetalningskortet till betalningsmottagaren. Vissa nummerserier av bank- eller postgironummer (s.k. inbetalningsnummer) kräver användande av referensnummer. Betalningsmottagare som abonnerar på "Inbetalningsservice OCR" eller liknande tjänst från sin bank har ett sådant gironummer.

## Kontrollsiffror
Den sista siffran eller de två sista siffrorna i referensnumret utgör en felupptäckande kod(en). Den sista siffran (oavsett om en eller två kontrollsiffror används) är en kontrollsumma beräknad med Luhn-algoritmen. Om två kontrollsiffror används anger den näst sista siffran antalet tecken (kontrollsiffror medräknade). Om referensnumret har mer än 10 tecken utelämnas tiotalsdelen. Således får ett 13 siffror långt referensnummer näst sista kontrollsiffran 3. Det går att kontrollera OCR via referenskontroll för att säkerställa att siffrorna är korrekta. Annars går det inte att betala via internetbanken. Det finns OCR 1 = mjuk kontrollnivå & referensnummer med checksiffra, OCR 2 = hård kontrollnivå & referensnummer med checksiffra, OCR 3 = hård kontrollnivå & referensnummer med kontrollsiffra och variabel längdkontroll samt OCR 4 = hård kontrollnivå & referensnummer med checksiffra och fast längdkontroll 